# Kesova Gora
Kesova Gora (in russo Ке́сова Гора́?) è un insediamento di tipo urbano della Russia europea nell'oblast' di Tver'; è il centro amministrativo del rajon Kesovogorskij.
Si trova sulle rive del fiume Kašinka (affluente di sinistra del Volga), 32 km a nord-ovest di Kašin, 50 km a sud-est di Bežeck e 180 km a est di Tver'.